# تربة عزيزة عثمانة
تربة عزيزة عثمانة هو ضريح تونسي يقع في مدينة تونس، في زنقة الشماعية.

## وصف
تقع التربة في زنقة الشماعية إلا أنه يمكن الوصول إليها من زاوية سيدي بن عروس، يفضي المدرج إلى بهو مستطيل يطل على ضريح ينقسم إلى ثلاثة أجزاء حيث يوجد ضريحا عزيزة عثمانة وجدها. وعلى الشمال توجد غرفة خادميها وعائلتها الجنازية. ويتميز الجزء الرئيسي لهذا الضريح بزخرفة هامة من خزف القلالين الملون والنقش حديدة تكسي كامل القبة من الداخل.
يوجد أمام بهو الدخول حائط خشبي يعوض الحائط الحجري في قاع الغرفة ويفصل بين تربة عزيزة عثمانة وزاوية بن عروس.

## التاريخ
الضريح بناه حسين الأول، أول الحسينيين، زوجته من سلالة الأميرة عزيزة عثمان.
تخليدا لذكراها أطلق اسمها على أحد أقدم مستشفيات مدينة تونس، وهو مستشفى عزيزة عثمانة الذي يقع قرب الوزارة الأولى بالقصبة.
في 25 يناير 1922، تم تصنيفها كنصب تذكاري.

## صور

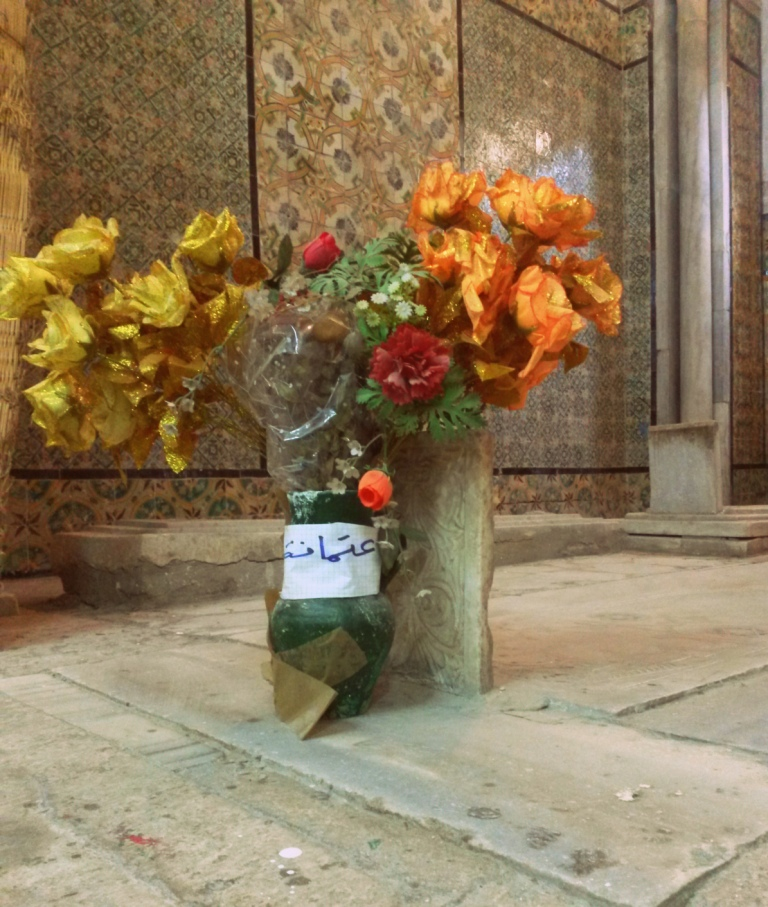
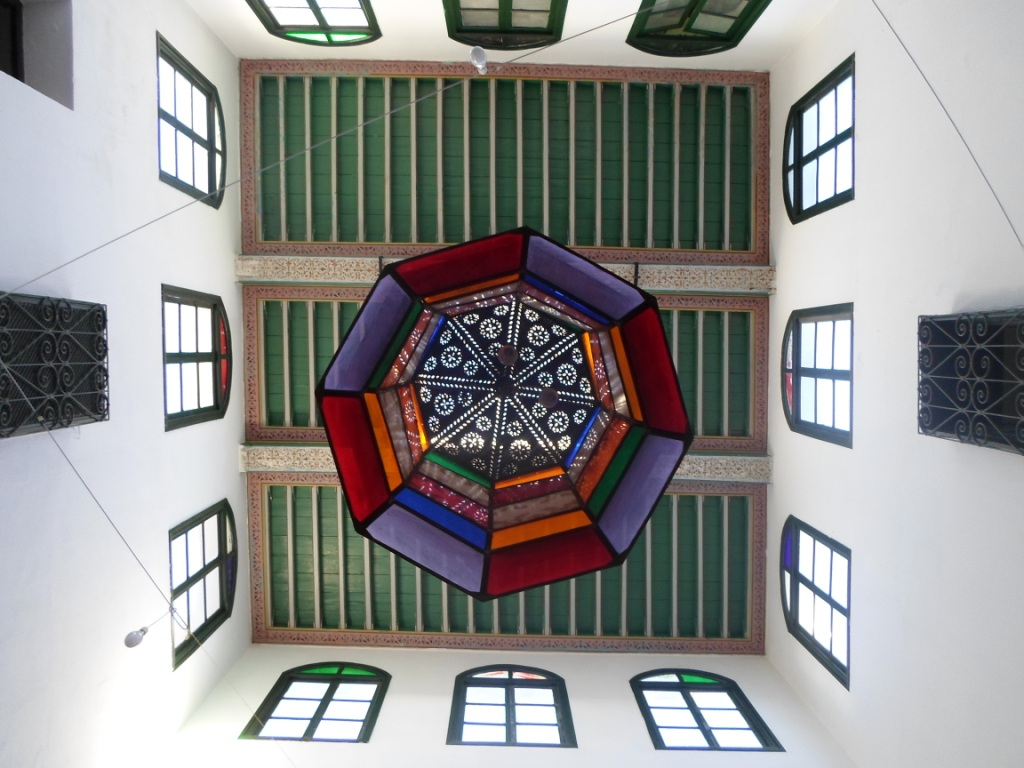